# Alexander Schalck-Golodkowski
Alexander Schalck-Golodkowski (Berlijn, 3 juli 1932 – München, 21 juni 2015) was een Oost-Duits politicus.
Alexander Schalck-Golodkowski was de zoon van de staatsloze Peter Golodkowski (van Russische afkomst). In 1940 werd Alexander Golodkowski geadopteerd door het echtpaar Schalck. Van 1948 tot 1950 volgde hij een opleiding als mechanicus. In 1951 sloot Schalck-Golodkowski zich aan bij de communistische Freie Deutsche Jugend (FDJ). Na korte tijd als arbeider werkzaam te zijn geweest, ging hij in 1952 werken op het Oost-Duitse ministerie van Buitenlandse Handel. Van 1954 tot 1957 studeerde hij aan de Hogeschool voor Buitenlandse Handel in Staaken. In 1955 sloot hij zich aan bij de communistische SED. Van 1956 tot 1962 was Schalck-Golodkowski hoofdadministrator op het ministerie van Buitenlandse handel. 
Van 1962 tot 1966 was hij secretaris van de SED-leiding in het district Oost-Berlijn. Van 1967 tot 1975 was hij plaatsvervangend minister van Buitenlandse Economie en in 1970 promoveerde hij in de rechten. Van 1975 tot 1989 was Schalck-Golodkowski staatssecretaris van Buitenlandse Handel. Van 1976 tot 1989 was hij lid van de Economische Commissie van de SED. Van 1986 tot 1989 was hij lid van het Centraal Comité van de SED.
In 1981 was hij aanwezig bij de gesprekken tussen de West-Duitse bondskanselier Helmut Kohl en de Oost-Duitse Staatsraadvoorzitter Erich Honecker. Schalck-Golodkowski trad bij de gesprekken op als Oost-Duits economisch expert.
In 1983 voerde hij de onderhandelingen met de Beierse minister-president Franz-Josef Strauss over een West-Duitse miljardenkrediet aan de DDR.
Als lid van de Economische Commissie onderhield Schalck-Golodkowski nauwe betrekkingen met Afrikaanse en Aziatische landen, zowel op economisch, militair als op cultureel terrein. 
Op 3 december 1989 vluchtte Schalck-Golodkowski samen met zijn vrouw naar West-Berlijn. Van 6 december 1989 tot 9 januari 1990 zat hij gevangen. Daarna vestigde hij zich in Beieren, waar hij een bedrijf "Dr. Schalck & Co" oprichtte. In 1998 werd afgezien van verdere strafrechtelijke vervolging, omdat hij aan kanker leed.
In 2000 gaf hij het boek Deutsch-deutsche Erinnerungen (Duits-Duitse Herinneringen) uit.
Schalck-Golodkowski overleed in 2015 op 82-jarige leeftijd.